# Puchýř

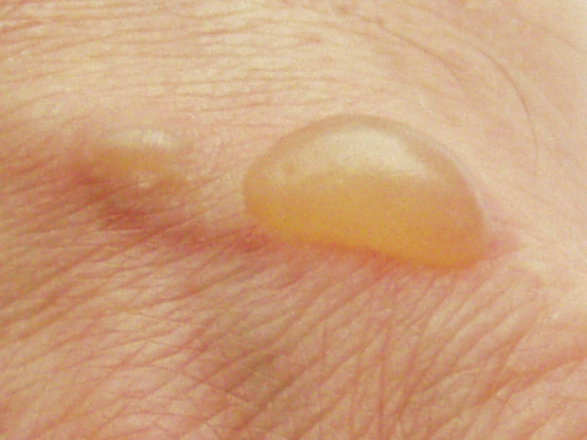

Puchýř (medicínsky vezikula) je hráškovitý, patologický útvar na povrchu kůže nebo sliznic. Jedná se o primární lézi, jež může vznikat z různých vrstev kůže nebo sliznic. Podle toho se také dělí. Je charakterizována dutinou vyplněnou tkáňovým mokem nebo zánětlivým exudátem.

## Formy puchýřů dle dermatopatologického hlediska
- vezikula
- bulla
- pustula
- pemphigus